# O sole mio (1960)
O sole mio (mit Untertitel Ich komme wieder) ist ein deutsches Filmlustspiel mit Musik aus dem Jahre 1960 von Paul Martin mit Senta Berger und Jerome Courtland in den Hauptrollen.

## Handlung
Die Handlung spielt in den sonnigen Gefilden Italiens, bei Portofino. Dort soll Madeleine, die einer kleinen Schlagercombo angehört, versuchen, den smarten und gutaussehenden Teddy Hill, seines Zeichens Leiter einer großen Musikband, mit ihren Reizen zu umgarnen und zu becircen, in der Hoffnung, dass sie ihn auf diese Weise länger als nötig auf einer kleinen Urlaubsinsel festhalten kann. Der Grund für dieses Manöver: Die Schlagercombo plant, bei der anstehenden Hochzeit des Ölmagnaten Albekian mit der kapriziösen Sängerin Helene La Porta aufzuspielen und will sich mit diesem Trick die durchaus talentierte Konkurrenz Teddy Hills vom Halse halten. Hill geht auf dieses Spiel ein, glaubt er doch, dass es sich bei Madeleine um niemand anderen als um die Tochter Albekians handelt und entwickelt daraufhin auch Interesse für die hübsche junge Dame. Nach mehreren amüsanten Verwicklungen werden die beiden trickreichen Kontrahenten schließlich ein Paar.

## Produktionsnotizen
O sole mio entstand im Oktober und November 1960 in Santa Margherita bei Portofino sowie in den CCC-Studios von Berlin-Spandau. Die Uraufführung war am 23. Dezember 1960.
Horst Wendlandt hatte die Herstellungsleitung, Helmut Nentwig entwarf die Filmbauten, Ilse Schulz-Heidrich die Kostüme.

## Kritiken
Paimann’s Filmlisten resümierte: „Wieder bietet eine dürftige Handlung mit, zum Teil unbeteiligt agierenden – siehe Philipp! – sich zerfransenden Darstellern den Anlass zu Schlagern; tumultös-geräuschvoll, in südlich-romantischer Umwelt (Portofino), akzeptablem Ton, etwas gelbstichiger Farbenphotographie.“

„Schlagerschnulze vor italienischer Urlaubskulisse.“